# Anna Maria Pammer

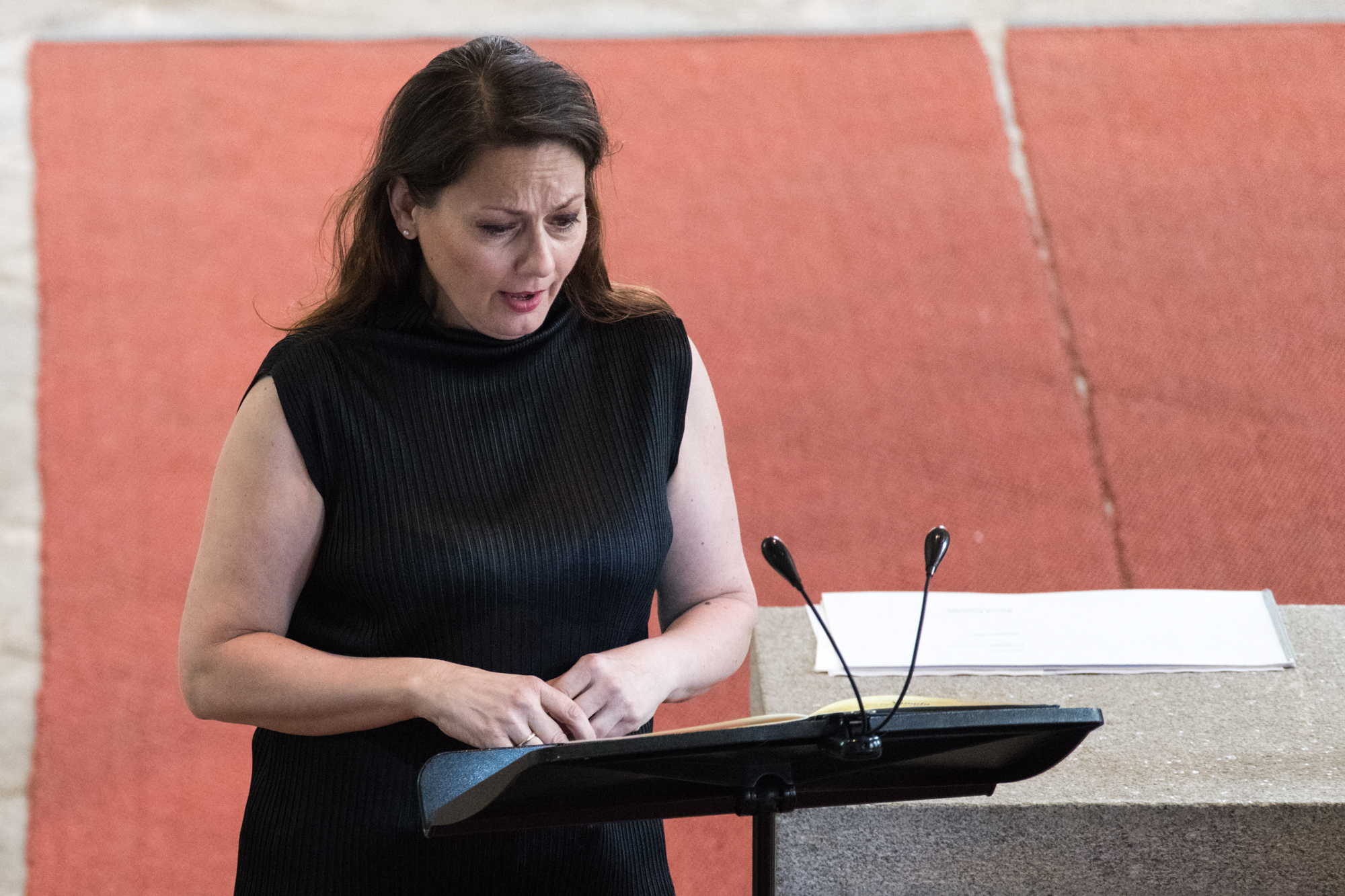
Anna Maria Pammer (2019)

Anna Maria Pammer (* 27. Juni 1966 in Linz) ist eine österreichische Opernsängerin (Sopran).

## Leben
Anna Maria Pammer studierte an der Universität für Musik und darstellende Kunst in Wien Gesang, Violoncello, Lied und Oratorium sowie Musikdramatische Darstellung und war Mitglied des Internationalen Opernstudios des Opernhauses Zürich. Später studierte sie außerdem noch Geschichtswissenschaft an der Universität Wien und legte 2013 die Magisterprüfung mit einer Arbeit zur Musikgeschichte im „Dritten Reich“ ab.
Ihr erster großer künstlerischer Erfolg war die Titelrolle der Prinzessin in Udo Zimmermanns Der Schuhu und die fliegende Prinzessin unter der Leitung des Komponisten im Rahmen der Salzburger Festspiele 1995 und am Opernhaus Leipzig. Seither trat sie in zahlreichen Produktionen u. a. in Paris, Wien, Köln, Ulm, Darmstadt, Klagenfurt und St. Gallen auf.
Von 2019 bis 2021 war Anna Maria Pammer künstlerische Geschäftsführerin des Österreichischen Ensembles für Neue Musik in Salzburg.

## Musik des 20. und 21. Jahrhunderts
Anna Maria Pammer ist nicht zuletzt als Interpretin moderner und zeitgenössischer Musik bekannt. Sie wirkte bei zahlreichen Uraufführungen mit, etwa von Peter Androsch, Niccolò Castiglioni, Reinhard Fuchs, Clemens Gadenstätter, Max E. Keller, Georg Kreisler, Gerd Kühr, Bernhard Lang, Max Nagl, Alexander Stankovski, Balduin Sulzer, Manos Tsangaris und Christian Utz.
In den letzten Jahren trat sie häufig zusammen mit Patricia Kopatchinskaja oder mit András Keller mit den Kafka-Fragmenten von György Kurtág auf.
In den Jahren 2007 bis 2010 war Anna Maria Pammer „Artist in Residence“ am Brucknerhaus in Linz. Im Oktober 2007 sang sie dort die Uraufführung von Balduin Sulzers Vertonung des Tractatus Logico-Philosophicus von Ludwig Wittgenstein für Sopran Solo. Außerdem realisierte sie Programme über die sog. „entartete“ Musik (zusammen mit Erwin Steinhauer), Hildegard von Bingen, Cathy Berberian oder Barbara Strozzi.
Anna Maria Pammer war Mitbegründerin und künstlerische Leiterin des Austro-Armenischen Musikfestivals in Jerewan und 2014 bis 2016 Leiterin der Reihe „AK Classics“ der Arbeiterkammer Oberösterreichs.
Die Diskographie von Anna Maria Pammer umfasst etwa 30 CDs.